# Unterwassern VS
| VS ist das Kürzel für den Kanton Wallis in der Schweiz. Es wird verwendet, um Verwechslungen mit anderen Einträgen des Namens Unterwassern zu vermeiden. |

Unterwassern ist eine ehemals selbstständige Gemeinde im schweizerischen Kanton Wallis. Unterwassern wurde 1834 Teil der Gemeinde Oberwald; diese wiederum ist seit 1. Januar 2009 Teil der neugebildeten Gemeinde Obergoms. Unterwassern und Oberwald sind heute zusammengewachsen und bilden die letzte Ortschaft im Goms.

## Geschichte
Zusammen mit den Nachbarorten Oberwald und Obergesteln bildeten sich in Unterwassern im Spätmittelalter gemeinsame Bauernzünfte. Die Orte bildeten zusammen das oberste Viertel des Goms. Die drei Ortschaften wurden im Jahr 1419 von den Bernern im Rarner Krieg zerstört. In diesem Zusammenhang ist auch die erste urkundliche Überlieferung des Ortes erhalten geblieben.
Die Ortschaft Unterwassern schloss sich im Jahre 1834 mit dem Nachbarort Oberwald zur Gemeinde Oberwald zusammen. Der Grund der Fusion waren die Folgen der verheerenden Überschwemmung von 1834, die die finanziellen Möglichkeiten der Gemeinde Unterwassern überstiegen. Schon 1706 wurde Unterwassern von einer Überschwemmung heimgesucht. Der Ort Oberwald befindet sich nördlich des Rotten, während sich Unterwassern südlich davon befindet.
Unterwassern war nie eine eigenständige Kirchengemeinde, sondern immer mit Oberwald zusammen in der gleichen Kirchgemeinde. Die Christopheruskapelle von Unterwassern wird 1610 erstmals erwähnt.